# 5 (album, Škwor)
5 je páté album pražské rockové skupiny Škwor, vyšlo 29. září 2008 a distribuuje se spolu s druhým diskem DVD. Album se dočkalo o něco lepší kritiky než předešlé album, Loutky.
K písni „Pohledy studený“ byl natočen videoklip.

## Seznam skladeb
1. „Celebrity“
2. „Nebuď debil“
3. „Pohledy studený“
4. „Pálí“
5. „Hustej“
6. „Starej lev“
7. „Dejchám“
8. „Pocit vítěze“
9. „Málo je víc“
10. „Metrosex“
11. „Vzácnej je nám“
12. „Nulový“
13. „Zdá se mi“
14. „Slovo“
15. „Vizitka“ (coververze Jana Cézara)

## Sestava
- Petr Hrdlička (zpěv, kytara)
- Leo Holan (kytara, vokály)
- Tomáš Kmec (basa, vokály)
- Martin Pelc (bicí)